# Équipe cycliste Leopard Togt Pro Cycling
Leopard Togt Pro Cycling est une équipe cycliste continentale qui a existé une seule saison en 2023. Elle est créée à la suite d'une fusion des équipes Leopard et Riwal annoncée en octobre 2022.

## Histoire de l'équipe
Après l’échec de la recherche de sponsors supplémentaires, l’équipe est dissoute à la fin de la saison 2023. 

## Principales victoires

### Courses d'un jour
- Grand Prix de Lillers-Souvenir Bruno Comini : 2023 (Andreas Stokbro)
- Gylne Gutuer : 2023 (Andreas Stokbro)

### Courses par étapes
- Olympia's Tour : 2023 (Mathias Bregnhøj)
- Circuit des Ardennes international : 2023 (Mathias Bregnhøj)

### Championnats nationaux
- Championnats du Luxembourg sur route : 1
  - Course en ligne espoirs : 2023 (Loïc Bettendorff)

## Classements UCI
L'équipe participe aux épreuves des circuits continentaux et en particulier de l'UCI Europe Tour. Les tableaux ci-dessous présentent les classements de l'équipe sur les différents circuits, ainsi que son meilleur coureur au classement individuel.
UCI Europe Tour
| UCI Europe Tour | UCI Europe Tour        | UCI Europe Tour                           | UCI Europe Tour |
| Année           | Classement par équipes | Meilleur coureur au classement individuel |                 |
| --------------- | ---------------------- | ----------------------------------------- | --------------- |
| 2023            | 19e                    | -                                         |                 |
|                 |                        |                                           |                 |
| Source : UCI    |                        |                                           |                 |

L'équipe est également classée au Classement mondial UCI qui prend en compte toutes les épreuves UCI et concerne toutes les équipes UCI.
| Classement mondial | Classement mondial     | Classement mondial                        | Classement mondial |
| Année              | Classement par équipes | Meilleur coureur au classement individuel |                    |
| ------------------ | ---------------------- | ----------------------------------------- | ------------------ |
| 2023               | 44e                    | Mathias Bregnhøj (322e)                   |                    |
|                    |                        |                                           |                    |
| Source : UCI       |                        |                                           |                    |

## Leopard Togt Pro Cycling en 2023
Effectif
| Effectif 2023                           | Effectif 2023     | Effectif 2023 | Effectif 2023                   |
| Cycliste                                | Date de naissance | Pays          | Équipe précédente               |
| --------------------------------------- | ----------------- | ------------- | ------------------------------- |
| Tobias Aagaard Hansen                   | 10 mars 2002      | Danemark      | Uno-X DARE Development (2022)   |
| Loïc Bettendorff                        | 28 avril 2001     | Luxembourg    | Riwal Cycling Team (2022)       |
| Mathias Bregnhøj                        | 11 novembre 1995  | Danemark      | Riwal Cycling Team (2022)       |
| Colin Heiderscheid                      | 28 janvier 1998   | Luxembourg    | Leopard Pro Cycling (2022)      |
| Oliver Knudsen                          | 8 janvier 1999    | Danemark      | Restaurant Suri-Carl Ras (2022) |
| Mads Østergaard                         | 26 janvier 1998   | Danemark      | ColoQuick (2022)                |
| Mil Morang                              | 15 septembre 2004 | Luxembourg    | UC Dippach (2022)               |
| Tom Paquet                              | 28 juin 2002      | Luxembourg    | Team U Nantes Atlantique (2022) |
| Cédric Pries                            | 25 octobre 2000   | Luxembourg    | Leopard Pro Cycling (2022)      |
| Robin Juel Skivild                      | 21 août 2001      | Danemark      | Uno-X DARE Development (2022)   |
| Andreas Stokbro                         | 8 avril 1997      | Danemark      | Team Coop (2022)                |
| Kasper Viberg Søgaard                   | 12 septembre 2001 | Danemark      | Riwal Cycling Team (2022)       |
| Tim Torn Teutenberg (1 janv.–31 juill.) | 19 juin 2002      | Allemagne     | Leopard Pro Cycling (2022)      |
| Nick van der Lijke                      | 23 septembre 1991 | Pays-Bas      | Regio Zuid-Limbourg (2022)      |
| Emil Vinjebo                            | 24 mars 1994      | Danemark      | Riwal Cycling Team (2022)       |
| Mats Wenzel                             | 19 décembre 2002  | Luxembourg    | Leopard Pro Cycling (2022)      |
| Miguel Heidemann (9 mars–31 déc.)       | 27 janvier 1998   | Allemagne     | B&B Hotels-KTM (2022)           |
|                                         |                   |               |                                 |
| Source : ProCyclingStats                |                   |               |                                 |

Victoires
| Victoires | Victoires                                              | Victoires  | Victoires | Victoires        | Victoires |
| Date      | Course                                                 | Pays       | Classe    | Vainqueur        |           |
| --------- | ------------------------------------------------------ | ---------- | --------- | ---------------- | --------- |
| 5 mars    | Grand Prix de Lillers-Souvenir Bruno Comini            | France     | 1.2       | Andreas Stokbro  |           |
| 26 mars   | Classement général, Olympia's Tour                     | Pays-Bas   | 2.2       | Mathias Bregnhøj |           |
| 7 avr.    | 2e étape du Circuit des Ardennes international         | France     | 2.2       | Mathias Bregnhøj |           |
| 9 avr.    | Classement général, Circuit des Ardennes international | France     | 2.2       | Mathias Bregnhøj |           |
| 27 avr.   | 3e étape du Tour de Bretagne                           | France     | 2.2       | Mads Østergaard  |           |
| 19 mai    | 2e étape de la Flèche du Sud                           | Luxembourg | 2.2       | Mathias Bregnhøj |           |
| 3 sept.   | Gylne Gutuer                                           | Norvège    | 1.2       | Andreas Stokbro  |           |